# 15th Wing

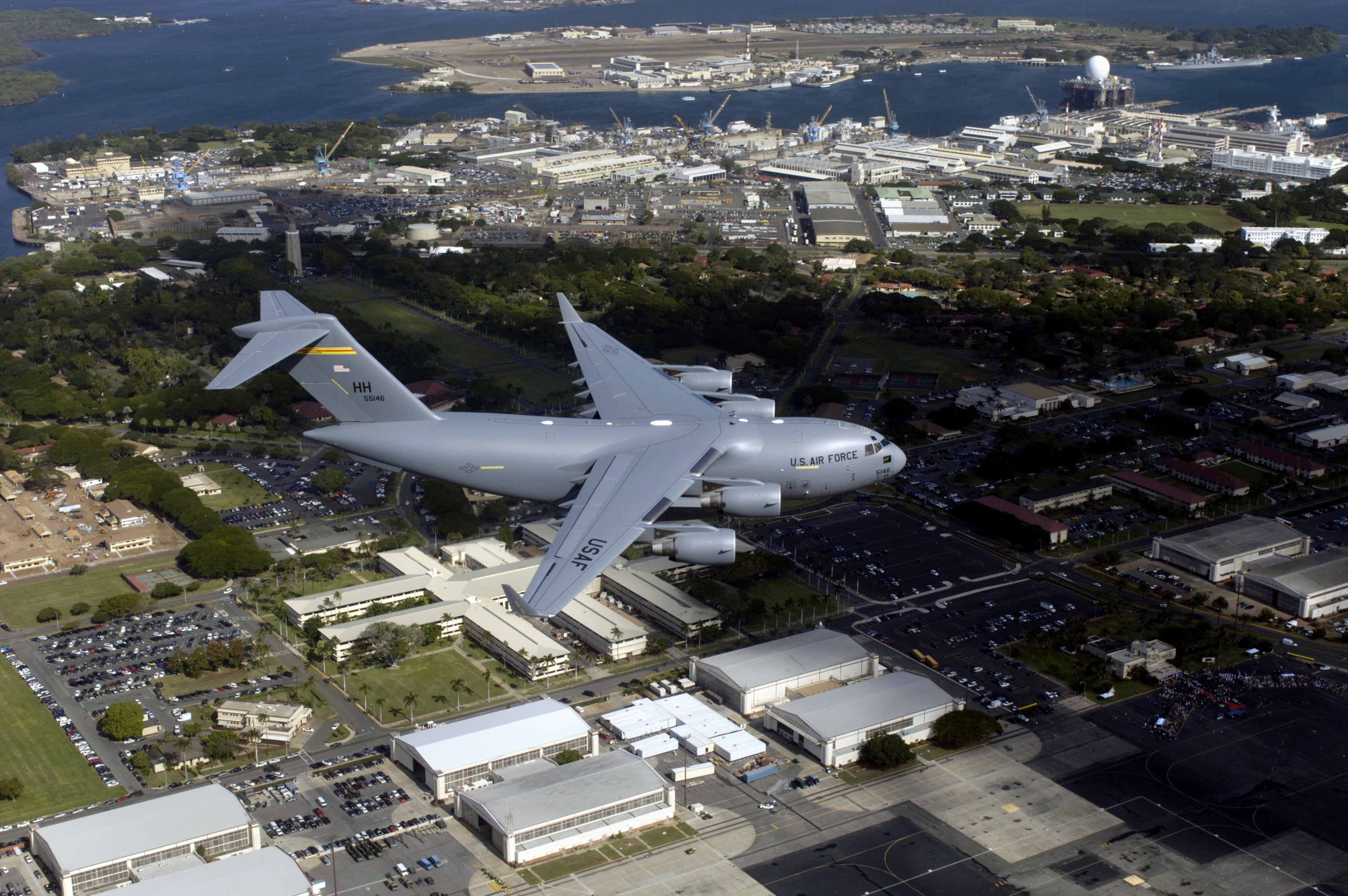
C-17A del 535th AS

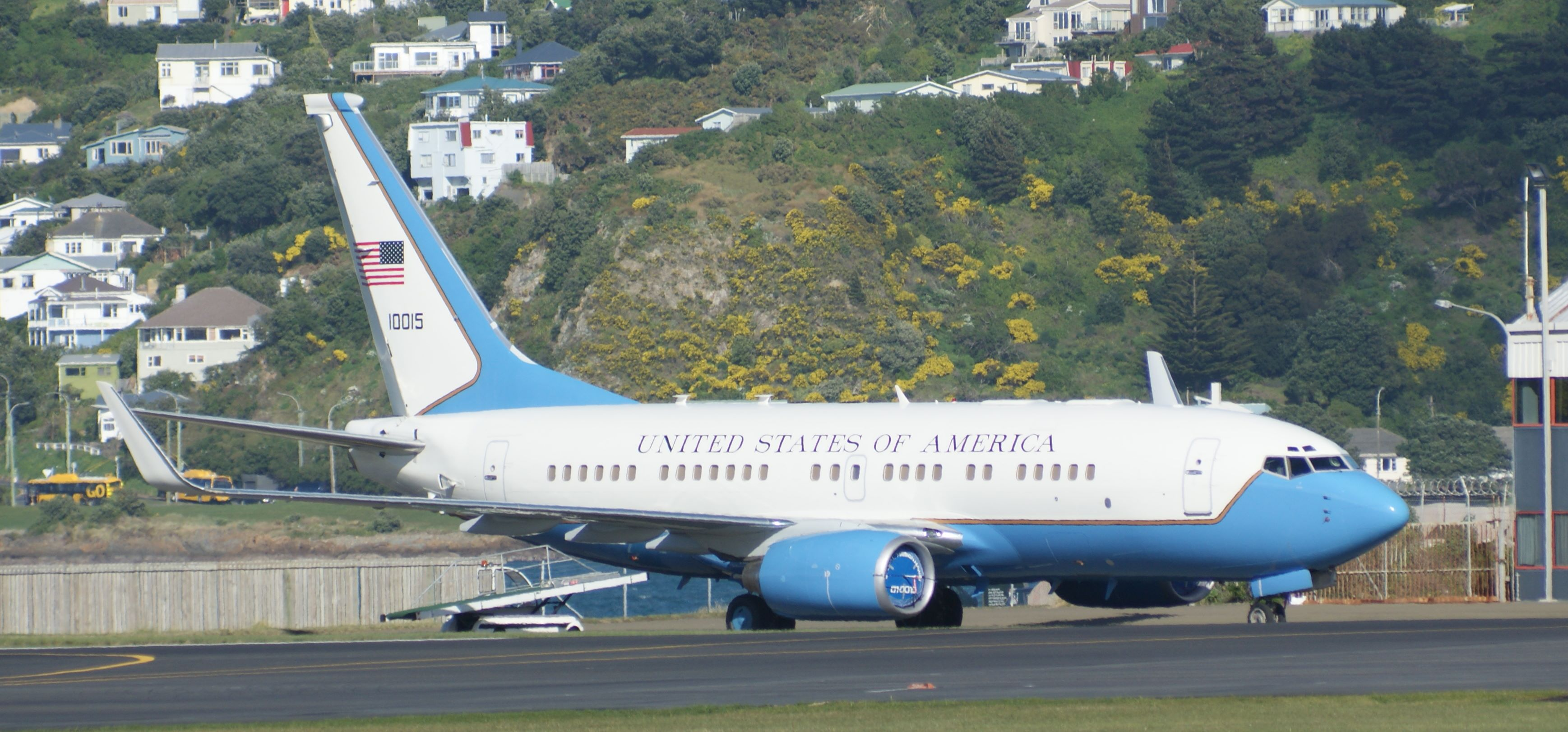
C-40B del 65th AS

Il 15th wing è uno stormo composito della U.S.Pacific Air Forces. Il suo quartier generale è situato presso Joint Base Pearl Harbor-Hickam, nelle Hawaii.

## Organizzazione
Attualmente, al maggio 2017, esso controlla:
- 15th Operations Group
  - 15th Operations Support Squadron
  -  535th Airlift Squadron - Equipaggiato con C-17A
All'unità è associato il 204th Airlift Squadron, 154th Wing, Hawaii Air National Guard
  -  65th Airlift Squadron - Equipaggiato con 2 C-37A
  -  19th Fighter Squadron - Unità associata al 199th Fighter Squadron, 154th Wing, Hawaii Air National Guard
- 15th Maintenance Group
  - 15th Aircraft Maintenance Squadron
  - 15th Maintenance Operations Squadron
  - 15th Maintenance Squadron
- 647th Air Base Group
  - 647th Civil Engineer Squadron
  - 647th Contracting Squadron
  - 647th Force Support Squadron
  - 647th Logistics Readiness Squadron
  - 647th Security Forces Squadron
  - 747th Communications Squadron
- 15th Medical Group
  - 15th Aerospace Medicine Squadron
  - 15th Medical Operations Squadron
  - 15th Medical Support Squadron
- 15th Wing Staff
  - 15th Comptroller Squadron